# Australiseiulus goondi
Australiseiulus goondi är en spindeldjursart som beskrevs av John Stanley Beard 1999. Australiseiulus goondi ingår i släktet Australiseiulus och familjen Phytoseiidae. Inga underarter finns listade.